# Grande Écurie
La Grande Écurie è un edificio situato nella place d'Armes nei pressi della Reggia di Versailles, a Versailles, nel dipartimento di Yvelines, in Francia.
Con la Petite Écurie, la Grande Écurie costituiva le scuderie reali della Reggia di Versailles per accogliere cavalli, carrozze e personale di servizio già dall'epoca di Luigi XIV, costruita sotto la direzione dell'architetto Jules Hardouin-Mansart nel 1682.
Essa era dotata di un maneggio per l'allenamento dei cavalli da caccia e da guerra del re.
Identica alla Petite Écurie ma di dimensioni maggiori, era sperata da questa dall'Avenue de Paris, sotto l'Ancien Régime, ed era posta agli ordini del Gran Scudiero di Francia e serviva da scuola per i paggi del re, cariche riservati ai figli delle famiglie della nobiltà militare sin dal Cinquecento, oltre alle selle riservate al re ed ai principi alle quali i paggi assicuravano il pieno servizio. Il ricevimento come pagi del re nella Grande Ecurie era, per una famiglia, un grande onore perché permetteva di essere ammessi a corte. Ogni sera quando il re andava a dormire si serviva di sei paggi che portavano ciascuno un candelabro per condurlo sino alla propria stanza da letto.
Dal 1680 al 1830, la Grande Ecurie fu sede dell'École de Versailles, la scuola di equitazione più famosa di Francia.
Tra 1946 e 1954 è stata sede dell'École nationale d'administration.
Dal 20 agosto 1913 è stata inclusa nel novero dei monumenti storici di Francia.